# Lớp tàu khu trục B
Lớp tàu khu trục B bao gồm chín tàu khu trục của Hải quân Hoàng gia Anh Quốc, được đặt hàng như một phần của Dự trù Ngân sách Hải quân 1928, được hạ thủy vào năm 1930 và nhập biên chế vào năm 1931. Lớp này có đặc tính tương tự như lớp A dẫn trước, chỉ với những cải tiến nhỏ. Chúng được sử dụng rộng rãi trong Chiến tranh Thế giới thứ hai, và năm chiếc đã bị đánh chìm trong chiến đấu; HMS Blanche (H47) có số phận không may là tàu chiến đầu tiên của Anh bị đánh chìm trong chiến tranh, khi nó trúng mìn tại cửa sông Thames chỉ hai tháng sau khi chiến tranh được tuyên bố.

## Thiết kế
Khác biệt chính của lớp B so với lớp A là chúng được cung cấp thiết bị quét mìn thay cho trang bị Asdic (sonar) và mìn sâu để phù hợp hơn cho nhiệm vụ chống tàu ngầm.
Không giống soái hạm khu trục của lớp A, HMS Keith (D06) được chế tạo dựa trên cùng lườn tàu của các tàu chị em; chiếc soái hạm to hơn HMS Codrington (D65) của lớp A tỏ ra không tương thích chiến thuật đối với chi hạm đội mà nó chỉ huy, khi có tốc độ nhanh hơn vài knot và bán kính hoạt động cũng rộng hơn. Hậu quả là Keith quá nhỏ để có thể chứa toàn thể ban tham mưu đơn vị, và Blanche được trang bị như một tàu chỉ huy hải đội để chuyên chở những người còn lại.

## Các cải tiến trong chiến tranh
Những chiếc bị mất sớm trong chiến tranh chỉ có ít cải tiến, nếu có chỉ giới hạn trong việc thay thế các ống phóng ngư lôi phía sau bằng một khẩu đội QF 12 pounder phòng không. Giống như những tàu khu trục cũ của Anh đương thời, chúng được chuyển sang nhiệm vụ hộ tống các đoàn tàu vận tải khi các con tàu mới hơn đã sẵn sàng cho những nhiệm vụ ở hạm đội. Công việc cải tiến bao gồm việc bổ sung pháo 12-pounder phòng không nêu trên, hạ thấp cột ăn-ten trước để cải thiện góc bắn của vũ khí. Tháp pháo ‘Y’ được tháo dỡ để lấy thêm chỗ cho thiết bị thả mìn sâu. Một bộ radar bước sóng mét Kiểu 286 cồng kềnh được bổ sung cho một số con tàu khi nó sẵn có. Dựa trên thiết bị ASV của Không quân Hoàng gia Anh, và được dự định dùng để cảnh báo tàu ngầm đối phương nổi lên mặt nước, thiết bị này bao gồm một ăn-ten cố định quét một góc trước mũi tàu, đòi hỏi con tàu phải thường xuyên đổi hướng để thay đổi hướng quét.
Pháo 12-pounder phòng không sau này được tháo dỡ trên những tàu còn sống sót, lấy chỗ để mang thêm mìn sâu. Pháo phòng không QF 2 pounder cũng được thay bằng QF 20 mm Oerlikon khi chúng sẵn có, và tăng cường thêm một cặp vào vị trí của đèn pha tìm kiếm. HMS Bulldog (H91) sau này được thêm một cặp lên tổng cộng 6 khẩu Oerlikon. HMS Beagle (H30), HMS Brilliant (H84) và Bulldog sau này được trang bị radar cải tiến thay cho máy đo tầm xa và bộ điều khiển hỏa lực; radar bước sóng centi-mét Kiểu 271 trở nên rất hữu ích khi có thể phát hiện kính tiềm vọng của tàu ngầm đối phương ở những điều kiện thích hợp. Bulldog và Beagle được tháo dỡ tháp pháo 'A' để trang bị Hedgehog, một dàn súng cối chống tàu ngầm bắn ra phía trước. Bulldog còn được trang bị một khẩu pháo QF 2 pounder Mk.VIII trước mũi vào năm 1944 để đối phó với mối đe dọa của các tàu E boat Đức.

## Những chiếc trong lớp
| Tàu           | Đặt lườn             | Hạ thủy              | Hoạt động           | Số phận                                                                         |
| ------------- | -------------------- | -------------------- | ------------------- | ------------------------------------------------------------------------------- |
| HMS Keith     | 1 tháng 10 năm 1929  | 10 tháng 7 năm 1930  | 20 tháng 3 năm 1931 | Bị máy bay Đức đánh chìm, 1 tháng 6 năm 1940                                    |
| HMS Basilisk  | 19 tháng 8 năm 1929  | 6 tháng 8 năm 1930   | 4 tháng 3 năm 1931  | Bị đánh đắm bởi không kích, 1 tháng 6 năm 1940                                  |
| HMS Beagle    | 11 tháng 10 năm 1929 | 26 tháng 9 năm 1930  | 9 tháng 4 năm 1931  | Ngừng hoạt động 24 tháng 5 năm 1945; bán để tháo dỡ, tháng 12 năm 1945          |
| HMS Blanche   | 29 tháng 7 năm 1929  | 29 tháng 5 năm 1930  | 14 tháng 2 năm 1931 | Bị đắm do trúng mìn, 14 tháng 11 năm 1939                                       |
| HMS Boadicea  | 11 tháng 7 năm 1929  | 23 tháng 9 năm 1930  | 7 tháng 4 năm 1931  | Bị đánh chìm trong chiến đấu tại vịnh Lyme, 13 tháng 6 năm 1944                 |
| HMS Boreas    | 22 tháng 7 năm 1929  | 11 tháng 6 năm 1930  | 20 tháng 2 năm 1931 | Chuyển cho Hải quân Hoàng gia Hy Lạp, 1944; trả cho Anh và bán để tháo dỡ, 1951 |
| HMS Brazen    | 22 tháng 7 năm 1929  | 25 tháng 7 năm 1930  | 8 tháng 4 năm 1931  | Bị máy bay Đức đánh chìm, 20 tháng 7 năm 1940                                   |
| HMS Brilliant |                      | 09 tháng 10 năm 1930 | 21 tháng 2 năm 1931 | Ngừng hoạt động 1945; bán để tháo dỡ, 1948                                      |
| HMS Bulldog   | 10 tháng 8 năm 1929  | 6 tháng 12 năm 1930  | 8 tháng 4 năm 1931  | Ngừng hoạt động và bán để tháo dỡ 1945                                          |